# Столкновения в Миние-Дание
Столкновения в Миние-Дание — столкновения между участниками исламистской такфиристской радикальной организации Ат-Такфир ва-ль-Хиджра и вооружёнными силами Ливана в горном ливанском районе Миние-Дание, к востоку от крупного порта Триполи. Столкновения происходили 8 дней — с 30 декабря 1999 по 6 января 2000 года.
За несколько дней, около 13 000 ливанских солдат, поддержанных танками и артиллерией, быстро победили группы из 200—300 повстанцев, загоняя их в северные районы Ливана. К концу столкновений упоминалось о 12 погибших солдатах, а также о 25 убитых и 55 захваченных повстанцах.

## Противостояние
Группа повстанцев в Миние-Дание состояла из 200—300 повстанцев. Её лидером был Бассам Ахмад Кандж, также известный по своей кунье как Абу Айша.
Кандж был близким соратником Раида Хиджази, который обвинялся в планировании терактов в Иордании в 2000 году.
В декабре 1999 года, повстанцы из такфиристской группировки Ат-Такфир ва-ль-Хиджра попытались создать карликовое государство на севере Ливана. Они захватили несколько деревень в районе Миние-Дание, к востоку от крупного порта на севере Ливана, города Триполи. Тем не менее, в регион пришло 13 000 ливанских солдат. Столкновения между группировкой и армией продолжались 8 дней, с 30 декабря 1999 года по 6 января 2000 года.
Оставшиеся члены группы в Миние-Дание, которых не убили и не взяли в плен, сбежали в лагерь беженцев Айн аль-Хильве.
Согласно документам суда, повстанцы из Ат-Такфир ва-ль-Хиджра получали деньги от партнеров Усамы бен Ладена через банковские аккаунты в Бейруте и северном Ливане. В 2005 году, после Кедровой революции и смены власти, члены группировки вышли благодаря решению Парламента, которое также освободило анти-сирийского политика Самира Джааджаа.